# Црква Светог пророка Илије (Рамићи)
Црква Светог пророка Илије у Рамићима је филијални храм Српске православне цркве који припада Епархији бањалучкој. Налази се у Рамићима, Бања Лука. Део је парохије Драгочај. Храм је освећен 1974. године.

## Парохија Драгочај
Парохију Драгочај чине насеље Драгочај са селима Рамићи, Страњани и Пријаковци у којима се налазе следећи храмови:
- парохијски — Свете Тројице у насељу Драгочај
- филијални — Светог пророка Илије у селу Рамићи
- филијални — Вазнесења Господњег у селу Пријаковци
- гробљански — Светих апостола Петра и Павла у засеоку Павловача – Драгочај.

Парохија заузима укупну површину од 49.552 метара квадратних. Од тога је под гробљима 40.800 метара квадратних. У парохији постоји парохијски дом.